# Iloprost
Iloprost este un medicament analog de prostaciclină utilizat pentru tratamentul hipertensiunii arteriale pulmonare, sclerodermei și al sindromului Raynaud. Căile de administrare disponibile sunt intravenoasă și inhalatorie.